# Szilvási József (lelkész)
Szilvási József (Hajdúnánás, 1951. június 18. –) adventista lelkész, unióelnök, főiskolai és egyetemi tanár, rektor.

## Élete
Adventista családban született. 1970-ben keresztelkedett.
1974-től segédlelkészként dolgozott az adventista egyházon belül. Először Békés megyében, majd Budapesten dolgozott.
1976 tavaszán a debreceni Teológiai Akadémián tett eredményes vizsgát.
Még ez évben – az egyháztanács (unióbizottság) javaslatára – ő kapott egy éves tanulmányi ösztöndíjat az adventista divíziótól  és 1976–1977 között az egyház franciaországi egyetemén (Seminaire Adventista du Saleve) tanult. 1977-től felszentelt lelkész.
1981-től teológiai tanár a SZET lelkészképző intézetében. 1983–1984 között az egyház angliai Newbold College intézetében tanult.
A SZET és lelkészképzőjének 1989-es megszűnése megszűnése után az Adventista Teológiai Főiskolán lett tanár.
1992-től 1994-ig a magyarországi egyház uniótitkára, majd 1994-től 1999-ig a vezetői (unióelnök) posztját töltötte be.
2001-ben az egyház világszervezete Ruandába küldte, hogy szervezze újjá a polgárháború sújtotta Közép-afrikai Adventista Egyetemet és annak rektoraként vezesse azt. Az egykor a határ mellett, Goma körzetében működő intézmény a vezetésével a fővárosban, Kigaliban szerveződött újjá. Feleségével 2009-ig maradt az országban és vezette az intézményt.
Hazatérte után, 2009-től több éven át az Adventista Teológiai Főiskola rektora volt.

### Magánélete
Az 1970-es években nősült, felesége: Juhász Zsuzsanna. Házasságukból három gyermek született.
Felesége egy szerencsétlen baleset során 2016-ban vesztette életét.
Később újranősült.

## Publikációk

### 1990 előtt
- Örökkévaló evangélium; H. N. Adventista Egyház, Bp., 1987 (Keresztény a világban)
- A hetedik napot ünneplő adventisták hitelvei; az angol eredeti alapján szerk. Szilvási József; H. N. Adventista Egyház, Bp., 1988
- A H. N. Adventista Egyház; H. N. Adventista Egyház, Bp., 1989
- Az Úr templomában; az angol eredeti alapján szerk. Szilvási József; H. N. Adventista Egyház, Bp., 1989

### 1990–2000
- A nagy adventmozgalom; Adventista Teológiai Főiskola, Bp., 1997 (Az adventista teológiatörténet kiskönyvtára)
- A hetednapi adventizmus eredete és fejlődése; Adventista Teológiai Főiskola, Bp., 1997 (Az adventista teológiatörténet kiskönyvtára)

### 2000–2010
- Üzenet Ruandából; Stylo Kft., Bp., 2003

### 2010–2020
- A Hetednapi Adventista Egyház. Több mint száz éve Magyarországon; Adventista Teológiai Főiskola, Pécel, 2011
- Hetednapi adventista egyházközi kapcsolatok; Adventista Teológiai Főiskola–Advent, Pécel–Bp., 2015 (Adventista akadémia)
- Három angyal, egy üzenet; Advent, Bp., 2015
- Laodiceai üzenetek; Advent, Pécel–Bp., 2016
- Hetednapi adventista bibliai hermeneutika; szerk. Szilvási József; Adventista Teológiai Főiskola–Katica Könyv-Műhely, Pécel, 2017
- Együttműködés, koordináció, konszenzuskeresés. Ki kormányozza az egyházat?; Adventista Teológiai Főiskola–Katica Könyv Műhely, Pécel, 2017
- Az adventmozgalom története (társszerző: Tonhaizer Tibor); Adventista Teológiai Főiskola–Katica Könyv-Műhely, Pécel, 2017 (Adventista akadémia)
- Hit általi megigazulás és hetednapi adventista identitás; Adventista Teológiai Főiskola–Katica Könyv-Műhely, Pécel, 2017
- Teljes bizonyossággal reménykedjetek! A keresztény reménység bibliai tanításának rendszere; Advent, Pécel–Bp., 2017
- Hetednapi adventista istentisztelet; szerk. Szilvási József; Adventista Teológiai Főiskola–Katica Könyv-Műhely, Pécel, 2017
- Az üdvösség rendje; Adventista Teológiai Főiskola–Katica Könyv-Műhely, Pécel, 2017
- A reformáció vége?; Adventista Teológiai Főiskola–Advent, Pécel–Bp., 2018
- Hetednapi adventista mítoszok. Az 1888-as üzenet, az ómega-válság és az utolsó nemzedék; Adventista Teológiai Főiskola–Katica Könyv-Műhely, Pécel, 2018
- Az elpecsételtek; Advent, Bp., 2019